# روبرت جون روزنتال
روبرت جون روزنتال (بالإنجليزية: Robert Jon Rosenthal)‏ هو صحفي أمريكي، ولد في 1948.